# Mark Viitanen
Mark Viitanen (ur. 4 kwietnia 1998 w Tallinnie) – estoński hokeista, reprezentant Estonii. 

## Kariera
- TuTo U16 (2013-2014)
- TuTo U18 (2014)
- TPS U18 (2014-2016)
- TPS U20 (2015-2017)
- KRS Junior (2017-2018)
- Peliitat (2018-2019)
- TuTo U20 (2019-2020)
- TuTo (2020-2022)
- KH Energa Toruń (2022-2023)
- Marma Ciarko STS Sanok (2023-2024)
- GKS Tychy (2024-)

Wychowanek fińskiego klubu TuTo Hockey. Karierę rozwijał w klubie TPS. W sezonie 2017/2018 występował w rosyjskich rozgrywkach juniorskich MHL w barwach chińskiego zespołu KRS Junior, stanowiącego zaplecze dla drużyny Kunlun Red Star. Po powrocie do Finlandii występował w seniorskich drużynach z rozgrywek Mestis: Peliitat i TuTo. W maju 2022 został zaangażowany do zespołu KH Energa Toruń w rozgrywkach Polskiej Hokej Ligi. W połowie 2023 dołączył do STS Sanok. Pod koniec stycznia 2024 przeszedł do GKS Tychy.
W kadrze seniorskiej Estonii uczestniczył w turniejach mistrzostw świata (od wieku niespełna 17 lat), edycji 2019, 2023.

## Sukcesy
Klubowe
- Brązowy medal mistrzostw Polski: 2024 z GKS Tychy
- Puchar Polski: 2024 z GKS Tychy
- Złoty medal mistrzostw Polski: 2025 z GKS Tychy